# عبد المجيد الكناني
عبد المجيد الكناني (2 مارس 1986 -)، ممثل وكاتب ومقدم برامج سعودي، ولد في مدينة الدمام شرقي السعودية، بدأ مشواره الفني عام 2010 خلال مشاركته في عدد من الأفلام القصيرة إلى جانب المخرج بدر الحمود واستمر بتقديم تلك الأفلام لتعرض على موقع اليوتيوب قبل وجود سينما في السعودية، قدم برنامج على الموقع ذاته حمل اسم «لقيمات» الذي ينتقد الأعمال الرمضانية بدأ عرضه في عام 2012، ومدته لاتتجاوز الخمسة عشر دقيقة، وحقق البرنامج نجاحاً ما جعله يستمر بتقديم البرنامج بعد رمضان.

## النشاط الفني
- بدأ نشاطه الفني عام 2010م.
- ساهم في تأسيس قناة سين على اليوتيوب، ويعمل مديراً تنفيذياً لها.[5]
- شارك في تحكيم مسابقة الأفلام الروائية في مهرجان الأفلام السعودية في دورته الرابعة عام 2017م.[6]
- شارك في تحكيم (مسابقة الكوميديا) على قناة MBC 1 عام 2022.[7]

## أفلام قصيرة
| م | الفيلم        | تاريخ | ملاحظات |
| - | ------------- | ----- | ------- |
| 1 | السحور الأخير |       |         |
| 2 | ست عيون عمياء |       |         |

## مسرحيات
| م | المسرحية | تاريخ | ملاحظات                        |
| - | -------- | ----- | ------------------------------ |
| 1 | حبل غسيل | 2009م | عُرِضت في عدد من مناطق السعودية. |

## برامج
| م | البرنامج           | تاريخ | ملاحظات                                           |
| - | ------------------ | ----- | ------------------------------------------------- |
| 1 | كروموسوم           | 2021م | برنامج يومي عرض على شاشة قناة SBC خلال شهر رمضان. |
| 2 | سدّدها (الموسم 3)   | 2022م | برنامج مسابقات عرض في رمضان على شاشة قناة SBC.    |
| 3 | خطواتك إلى المليون | 2024م | برنامج مسابقات عُرض في رمضان على قناة الثقافية.    |